# Zona 30

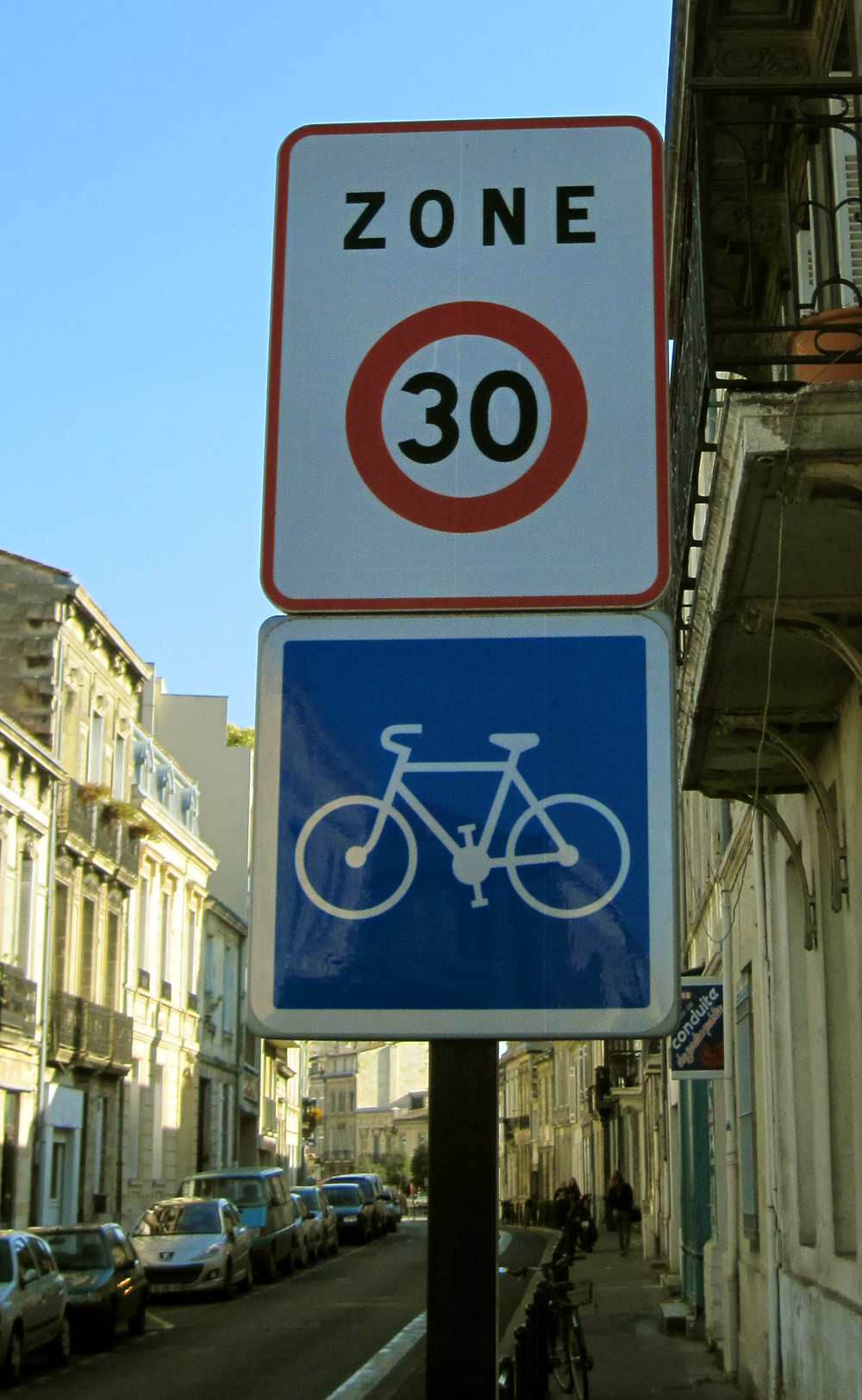
Zona 30 a Burdeos, Francia

La Zona 30 o Zona a 30, i l'equivalent Zona 20, 20 milles per hora (32 km/h) als països que usen el sistema anglosaxó d'unitats, indica la zona de circulació urbana on la velocitat màxima dels vehicles està fixada en 30 quilòmetres per hora i els vianants tenen prioritat. Està especialment condicionada per promoure la convivència de tots els usuaris de la carretera i està destinada en primer lloc als vianants. És una forma de regular la velocitat a les carreteres dins les àrees urbanes com a alternativa als límits de velocitat normals de 50 km/h. Les zones 30 existeixen a la majoria de països de la cultura occidental. Tot i que aquestes zones tenen senyals que limiten la velocitat, les velocitats són generalment assegurades per l'ús de mesures per a calmar el trànsit (físiques o psicològiques).

## Raons per implementació

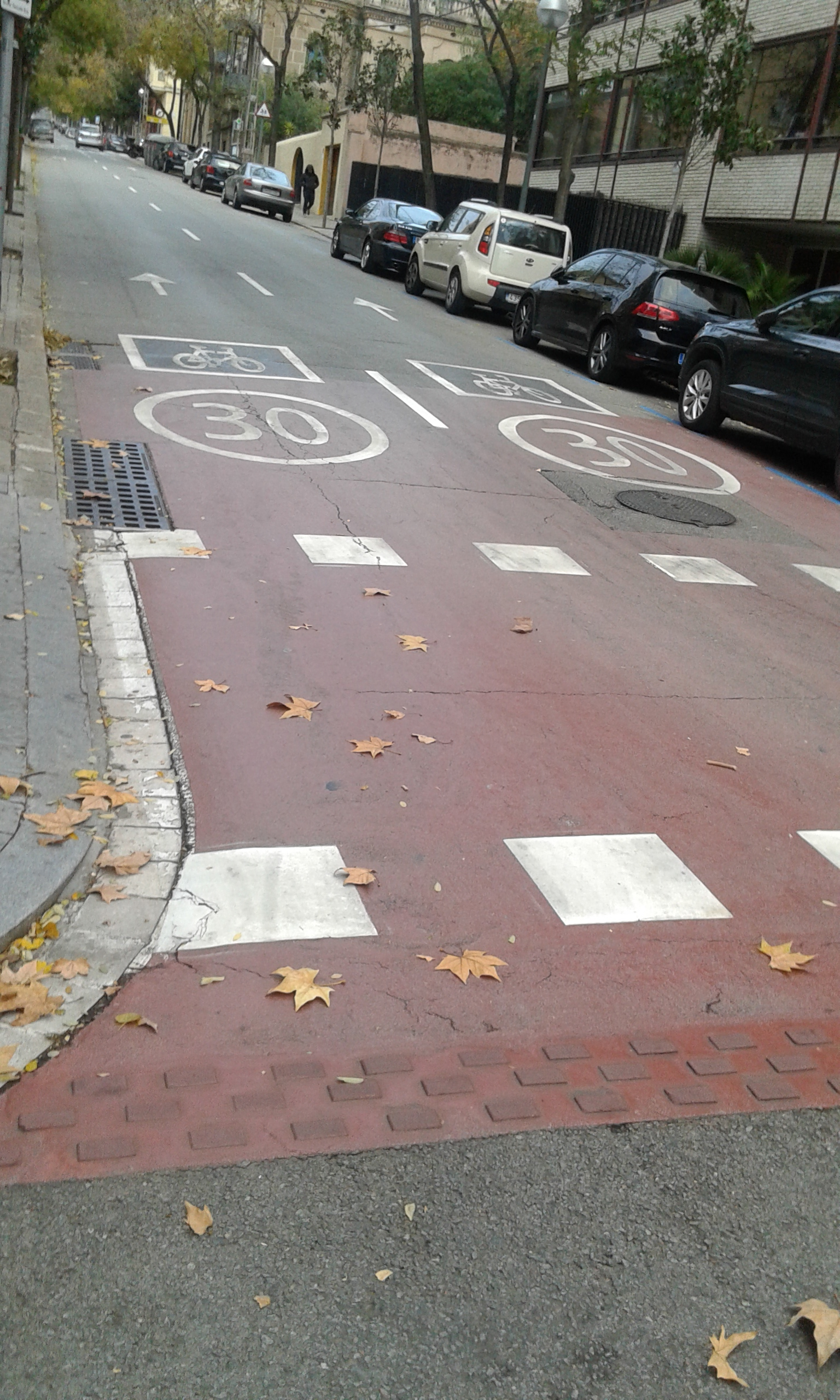
Zona 30 a Barcelona

Senyal de Zona 30

Aquestes zones són generalment introduïdes en àrees residencials, per a mantenir baixes les velocitats de trànsit per les carreteres en un nivell segur. La filosofia darrere d'aquestes zones és que els carrers en la zona són espai públic, i busquen aconseguir un equilibri entre les realitats d'una zona urbana amb activitat de vianant i la funció circulatòria de les carreteres. Els carrers en aquestes zones són considerats com un espai per persones que hi viuen, treballen, juguen i estudien e la zona, no per persones que travessen la zona per anar a un algun altre lloc. La teoria és per reduir l'ús de d'aquestes zones com a dreceres al temps que es millora la seguretat i qualitat de vida en l'àrea.Les investigacions han demostrat que reduir les velocitats dels conductors a les zones urbanes redueixen les lesions per tots usuaris de carretera, incloent automobilistes, ciclistes, i vianants. La connexió entre la velocitat de vehicle i la gravetat dels accidents en els vianants ha estat establerta per estudis d'investigació, la gravetat dels accidents augmenta en funció de la velocitat del vehicle del motor. Si un vehicle colpeja un vianant mentre va a 24 km/h la majoria de vianants sobreviuran a l'accident, sovint patint sols lesions menors. Els augments en les velocitats d'impacte han demostrats un efecte profund en al gravetat del xoc. A 40 km/h gairebé tots els resultat dels accidents són lesions severes i més o menys la meitat són fatals; i a 64 km/h per hora, pràcticament el 90% dels accidents són fatals. Les dramàtiques diferències en índex de fatalitat són una part clau de la teoria darrere les Zones 30. Altres estudis revelen que les velocitats més baixes redueixen la separació de la comunitat causada per carreteres d'alta velocitat en barris, i.e. hi ha més interacció veïnal i cohesió de comunitat quan les velocitats són reduïdes a 30 km/h.

### Objectius
Els objectius de la implementació de zones 30 és per ajudar:
- Proporciona encreuaments de carrers segurs
- Millorar la qualitat de vida
- Incrementa els desplaçaments caminant i en bicicleta
- Redueix l'obesitat a través de l'increment de la vida activa
- Redueix l'ús com a drecera i evita el trànsit
- Redueix el volum de trànsit de vehicles a motor i llurs velocitats
- Redueix els índexs de sinistralitat a la carretera, les lesions i les fatalitats a tots els usuaris de la carretera
- Redueix les emissions de gas d'efecte d'hivernacle, contaminació d'aire i contaminació acústica
- Fomenta una àrea on vianants, ciclistes i automobilistes coexisteixen de manera segura i còmoda
- Desenvolupa un espai públic que és obert i segur per a tothom, incloent persones amb discapacitats
- Augment de l'espai disponible per a caminar, anar en bicicleta, i per a les persones que mengen, juguen, estan a la fresca i gaudeixen la vida al carrer
- Proporciona una àrea segura per als xiquets en zones escolars
- Incrementa el valor immobiliari de les cases i negocis locals
- Augment la vitalitat econòmica de l'àrea
- Enforteix el sentit de comunitat

## Beneficis
En comparació amb els límits de velocitat senyalitzats però no forçats, aquest tipus de zones proporcionen generalment velocitats de trànsit indicades a causa dels aspectes calmants del seu trànsit. Una àrea 30 es caracteritza per la presència d'elements per limitar la velocitat dels vehicles i la segregació de carreteres.
La pacificació del trànsit es pot fer amb:
- par l'absence de garantie de franchissement prioritaire des intersections (ex. absence de feu de circulation, de lignes d'arrêt favorisant une voie prioritaire)
- permeabilitat de la calçada als vianants (per exemple, rebaixant-la a nivell de la vorera - el paviment o les voreres, la reducció de l'aparcament lateral)
- modificant la geometria dels paviments (p. ex. deflectors, panys, corbes, carrils estrets, carril central sense marcar)
- per incentius visuals (per exemple, radar instructiu) o senyalització coercitiva (per exemple, bumps de velocitat, semàfors acoblats a un detector de velocitat)
- per l'organització d'un pla de trànsit que dissuadisca el trànsit de vehicles motoritzats.

A 30 km/h, la reducció de la distància de detenció permet als conductors gestionar amb calma qualsevol esdeveniment imprevist que es puga produir en un carrer urbà on la vida local ocupa un lloc important. Aturar la senyalització de la policia (semàfors, parades) i prioritzar a les interseccions dins de les zones 30 només és necessari per regular el trànsit pesat.
A causa d'una petita diferència de velocitat, un carril de la zona 30 és naturalment favorable per a la circulació dels ciclistes, de manera que les instal·lacions dedicades a la circulació dels ciclistes poques vegades són rellevants i que els ciclistes poden alliberar-se de les restriccions imposades al trànsit. motoritzats, obrint contenidors de bicicletes i ciclistes de rendiment amb els incendis.

## Desavantatges
Les mesures físiques per a calmar el trànsit poden ser incòmodes per als ocupants dels vehicles a motor i pot dificultar l'accés de vehicles del servei d'emergència. En comparació amb els senyals de limitació de velocitat, les zones 30 poden ser cares a causa de l'enginyeria de les mesures per a calmar el trànsit que puga requerir. El soroll, la vibració i la contaminació poden ser causades pel trànsit desaccelerant i accelerant generat per les mesures de calma, tot i que amb la instal·lació de radars de trànsit en algunes zones, deixa de ser un problema.

## Actuacions urbanístiques a les zones 30
Per aconseguir zones 30 es poden realitzar algunes actuacions:
- ampliació de les voreres fins a almenys 2 metre, per al foment dels desplaçaments a peu que milloren la seguretat viària
- utilització de mobiliari urbà que delimite els espais amb elements vegetals, cossiols d'obra, contenidors de recollida selectiva, etc.
- instal·lació de paviments especials que reduïsquen la velocitat com ara els adoquins o la pedra que provoquen soroll i vibracions que fan reduir la velocitat dels vehicles
- utilització del color roig i groc per indicar perillositat precaució, ni que siga a l'entrada de les zones 30
- desviament de l'eix de trajectòria a través de:
  - alternant les places d'aparcament a un costat i altre de la via per aconseguir un efecte ziga-zaga
  - en els encreuaments l'estacionament es deu dispose al costat contrari al de l'entrada de vehicles per la perpendicular per facilitar la visibilitat
  - en carrers llargs es poden implementar xicanes a les rectes obligant a fer girs per reduir la velocitat
- el coixí berlinés: elevació central de la calçada que afecta sols als turismes i no al transport públic que tenen uns eixos més llargs
- passos de vianants sobre-elevat per limitar i reduir la velocitat que redueixen el soroll i les emissions

## Prevalència

El senyal de Zona 20 (milles per km) al Regne Unit

### Europa
Als països europeus les zones 30 han estat utilitzades àmpliament.
En 1990, la ciutat suïssa de Neuchâtel fou la primera ciutat que va adoptar un disseny general per a calmar el trànsit i la introducció sistemàtica de les zones 30 als barris (eren zones menudes i amb molts reductors de velocitat. L'1 de setembre de 1992, la ciutat de Graz, Àustria, esdevenia la primera ciutat europea en implementar el límit a 30 km/h en totes les carreteres excepte les més grans. Les zones significatives de 30 km/h són omnipresents als Països Baixos. A Suïssa, les zones 30 han estat permeses per llei des de 1989 i es van establir per primera vegada a Zúric el 1991.
Una xarxa de 67 ONG europees va organitzar la Iniciativa Ciutadana Europea (ECI) "30kmh - fent carrers habitables" recollir signatures de suport perquè el límit de 30 km/h fora el límit normal per la Unió Europea, i el límit de 50 km/h esdevindrien excepcions. Les autoritats locals seran les que podran decidir en aquestes excepcions i posat altres límits de velocitat en la seua xarxa de carrers.
A Múnic el 80% dels 2,300 quilòmetres de xarxa de carretera urbana són dins la zona 30, la resta de carreteres estan limitades a 50 km/h.
Al Regne Unit, els límits velocitat de 20 mph estan guanyant popularitat. Hi ha accions significatives al Regne Unit, totes per organitzacions i consells locals, per implementar més Zones 20 Arxivat 2015-04-30 a Wayback Machine. en comunitats locals.
Són moltes les poblacions membres de 20's Plenty for Us: les poblacions de les autoritats locals del Regne Unit es van comprometre amb els límits màxims de 20 mph a més de 15 milions de persones al març de 2016, amb més de la meitat de les 40 autoritats urbanes més importants del Regne Unit que havien acordat una política total de 20 mph.
Algunes ciutats defineixen la zona 20 (mph) com el límit de velocitat general a la ciutat, amb una velocitat més alta per a carreteres principals.

### Estats Units
En els EUA, el límit de velocitat de 20 mph existeixen al llarg de rutes lineals, però és lent d'implementar a tota una zona.
La ciutat de Nova York lidera el camí amb les zones 20 mph als barris i està redissenyant uns 100 km de carrers per any per a la conversió a zones 20 mph.
Deu estats dels EUA permeten límits de velocitat de 24 km/h o 32 km/h per a rutes lineals, de la manera següent:
- Alaska estipula límits de velocitat de 24 km/h en carrerons i límits de 32 km/h en districtes empresarials.
- Les zones escolar de Delaware tenen límits de velocitat de 32 km/h.
- Florida té zones escolars que normalment tenen límits entre 16 km/h i 32 km/h. La majoria usen senyalitzacions intermitents grogues durant l'horari escolar, però hi ha debat al voltant de l'eficàcia d'aquestes mesures.
- Massachusetts ha posat el seu límit de velocitat per defecte en 24 km/h en la proximitat d'un venedor ambulant amb llums grogues intermitents i en 32 km/h en una zona escolar quan els xiquets són presents.
- A Carolina del Nord, els Districtes Empresarials Centrals (CBDs) tenen un límit de velocitat estatutari de 32 km/h tret que es diga el contrari. Utilitzen el senyal "Reduïu la velocitat en endavant" en comptes de "Reducció de velocitat anticipada".
- A Oregon, enlloc de tindre un límit de velocitat “quan hi han xiquets”, tenen un límit de velocitat de 32 km/h amb un sistema de temps, normalment els dies d'escola de 7h. a 17h. El límit de velocitat per als camins escolars es de 48 km/h o inferiors.
- Pennsilvània generalment utilitza com a límit de velocitat 24 km/h en zones escolars durant l'entrada i eixida de xiquets.
- A Rhode Island el límit de velocitat és de 32 km/h a menys de 90 m d'una escola, que comença a emular una zona 32 km/h, però no és un límit de velocitat aplicat a totes les zones.
- A Virgínia de l'Oest les zones escolars tenen un límit de velocitat de 24 km/h), excepte les carreteres amb un límit de velocitat de 89 km/h o més alt, les quals tenen una velocitat aconsellable de 56 km/h en zones escolars quan els xiquets són presents. Les zones escolars inclouen 60 m adjacents a l'escola (o carretera escolar) en ambdues direccions.
- Wisconsin té un límit per defecte de velocitat de 24 km/h en zones escolars, i parcs propers amb nens, i en carrerons.[14]

### Mèxic
Ciutats mexicanes que han establert zones 30 km/h:
- Monterrey, Nuevo León: en Barrio Antiguo.[15]
- Guadalajara, Jalisco: al Centre Històric.[16]
- Zapopan, Jalisco: al Centre Històric.[17]
- Los Mochis, Sinaloa: al Centre Històric.[18]

### Nova Zelanda
En Auckland, els límits de velocitat 30 km/h van ser introduïts al juliol 2017 a les àrees Wynyard Quarter and Viaduct Harbour.